# 巴西翎電鰻
巴西翎電鰻，為輻鰭魚綱電鰻目線鰭電鰻亞目線翎電鰻科的其中一種，分布於南美洲巴西、阿根廷及烏拉圭的聖弗朗西斯科河、巴拉那河等流域，體具有發電細胞，用來追蹤獵物及溝通，體長可達29公分。